# جوردن برادي
جوردن برادي (بالإنجليزية: Jordan Brady)‏ هو مخرج وممثل أمريكي، ولد في 10 أغسطس 1964 في الولايات المتحدة.

## وصلات خارجية
- جوردن برادي على موقع IMDb (الإنجليزية)
- جوردن برادي على موقع ألو سيني (الفرنسية)
- جوردن برادي على موقع أول موفي (الإنجليزية)
- جوردن برادي على موقع قاعدة بيانات الأفلام السويدية (السويدية)
- جوردن برادي على موقع قاعدة بيانات الفيلم (الإنجليزية)
- جوردن برادي على موقع كينوبويسك (الروسية)